# عبد العزيز بن محمد الفيصل
عبد العزيز بن محمد الفيصل كاتب وباحث سعودي متخصص في الأدب والنقد وتحقيق التراث، ولد في عودة سدير في منطقة الرياض سنة 1943م (362هـ). ينصب اهتمامه البحثي على شِعر القبائل العربية، والأدب، والتاريخ، والنقد، وأنساب القبائل، ومعرفة البلدان، والشعر الشعبي، والتاريخ الشفهي.

## التعليم
- تلقى تعليمه في المرحلتين الابتدائية والمتوسطة في سدير، ثم انتقل للرياض وحصل على الثانوية من المعهد العلمي.
- حصل على البكالوريوس من كلية اللغة العربية (جامعة الإمام محمد بن سعود الإسلامية) في الرياض عام 1387-1388هـ.
- حصل على الماجستير في كلية اللغة العربية في جامعة الأزهر عام 1974م (1394هـ).
- حصل على الدكتوراه في الأدب والنقد في كلية اللغة العربية في جامعة الأزهر عام 1978م (1398هـ).[2]

## العمل
- أول عميد للدراسات العليا في جامعة الإمام محمد بن سعود الإسلامية.
- ترقى في السلك الأكاديمي ليصل إلى درجة أستاذ.
- تولى رئاسة قسم الأدب في جامعة الإمام محمد بن سعود الإٍسلامية.
- عضو هيئة تدريس في كلية اللغة العربية جامعة الإمام محمد بن سعود الإسلامية.[3]

## إصدارات
| الإصدار                                                                 | تاريخ          | ملاحظات                                  |
| ----------------------------------------------------------------------- | -------------- | ---------------------------------------- |
| شعراء بني قشير في الجاهلية والإسلام حتى آخر العصر الأموي (جزأين)        | 1398هـ (1978م) | [ 4 ]                                    |
| قضايا ودراسات نقدية                                                     | 1400هـ (1979م) |                                          |
| ديوان الصمة بن عبد الله القشيري، جمعاً وتحقيقاً                           | 1401هـ (1981م) | طبعة ثانية 1428هـ (2007م).               |
| الأدب العربي وتاريخه (مقرر)                                             | 1404هـ (1983م) | نشر جامعة الإمام محمد بن سعود الإسلامية. |
| من غريب الألفاظ المستعمل في قلب جزيرة العرب                             | 1407هـ (1987م) |                                          |
| شعراء بني عقيل وشعرهم في الجاهلية والإسلام حتى آخر العصر الأموي (جزأين) | 1408هـ (1987م) |                                          |
| هذه بلادنا: عودة سدير                                                   | 1408هـ (1988م) | سلسلة هذه بلادنا.                        |
| شعر بني عبس في الجاهلية والإسلام حتى آخر العصر الأموي (جزأين)           | 1411هـ (1990م) |                                          |
| مع التجديد والتقليد في الشعر العربي                                     | 1414هـ (1993م) |                                          |
| وقفات على الاتجاه الإسلامي في الشعر العربي                              | 1414هـ (1994م) |                                          |
| وطن يعبر القرن                                                          | 1419هـ (1998م) |                                          |
| شعراء المعلَّقات العشر                                                    | 1423هـ (2002م) |                                          |
| شرح المعلقات العشر (جزأين)                                              | 1423هـ (2002م) | [ 6 ]                                    |
| معجم عودة سدير                                                          | 1424هـ (2003م) |                                          |
| رؤى وآفاق (3 أجزاء)                                                     | 1426هـ         | [ 7 ]                                    |
| مصادر الأدب عند ابن خلدون                                               | 1432هـ (2011م) | [ 2 ]                                    |
| ضُبَاعَةُ العَامِريَّة (رواية تاريخية)                                          | 2019م          | [ 8 ]                                    |